# Boggle

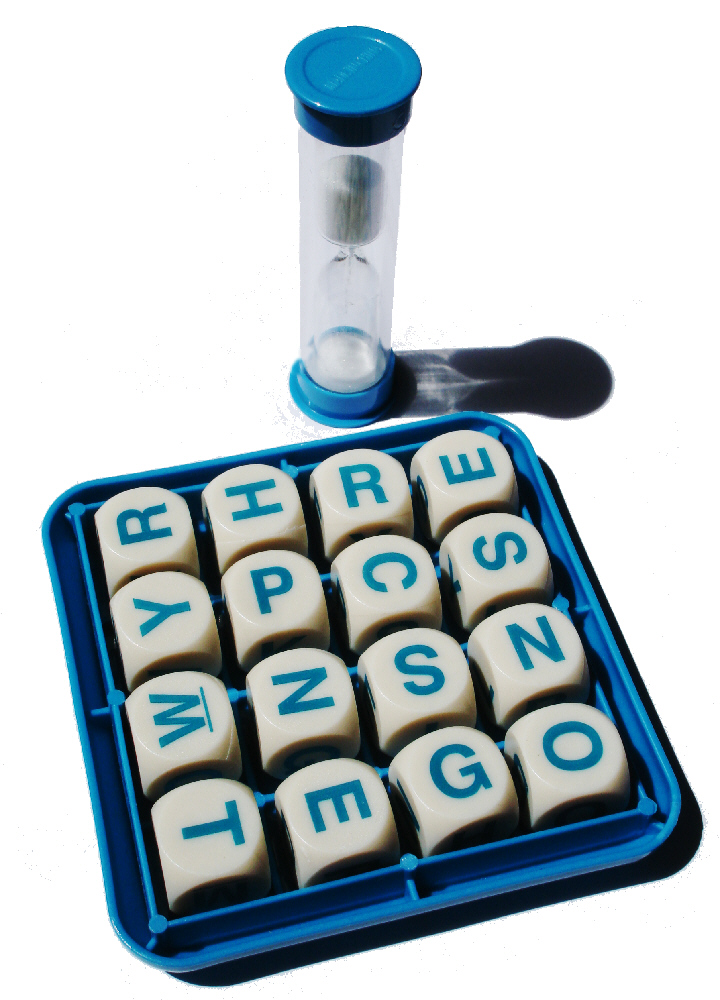
Przykład zestawu do gry w Boggle

Boggle – gra słowna polegająca na znalezieniu jak największej liczby słów na podstawie wylosowanego układu liter.

## Zasady gry
Przed rozpoczęciem gry gracze mieszają kostki i wysypują je do specjalnej tacki z przegródkami. Następnie każdy gracz w tajemnicy przed innymi stara się odszukać jak najwięcej słów utworzonych przez losowy układ kostek. Wszyscy gracze mają na to tylko 3 minuty. Następnie kartki z zapisanymi wyrazami są odkrywane. Wszystkie wyrazy występujące u więcej niż jednego gracza są wykreślane, a za pozostałe gracze otrzymują punkty. 
Rekordziści w wersji polskiej są w stanie ułożyć 80 słów w 3 minuty (jedno słowo to ok. 2,25 s).